# Malassezia furfur
Malassezia furfur (anteriormente conocida como Pityrosporum ovale) es una especie de hongo que es microbiota normal en la piel de las personas y es la causa de la caspa y de una enfermedad infecciosa de la piel llamada Pitiriasis versicolor. Existe en dos formas morfológicas: un estado de levadura que fue llamado una vez Pityrosporum ovale y una fase micelial que es la forma patógena. 

El nombre de este microorganismo proviene del científico francés Louis-Charles Malassez.

## Hábitat
Malassezia furfur es un hongo que vive en las capas superficiales de la dermis. Generalmente existe como un organismo comensal que forma una parte natural de la microbiota de la piel humana, pero puede adquirir capacidades patógenas cuando se transforma de una levadura a una forma hifal durante su ciclo de vida, a través de cambios moleculares desconocidos. Esto puede conducir a su proliferación incontrolada y a un desequilibrio posterior de la flora residencial de la piel. Algunos factores o propiedades de virulencia que pueden aumentar la capacidad del hongo para adquirir una naturaleza infecciosa incluyen la formación de biopelículas, mayor adherencia a las superficies e hidrofobicidad.
Las infecciones de M. furfur como patógeno se producen en el tronco o las extremidades y se presentan clínicamente como máculas pigmentadas que pueden fusionarse en forma de placas de escamas. Muchas de estas lesiones se resuelven espontáneamente en la mayoría de los pacientes. El patógeno afecta con mayor frecuencia a los niños en comparación con personas de otros grupos de edad. Se ha asociado con numerosas afecciones dermatológicas, incluidas la dermatitis seborreica, la caspa, la pitiriasis versicolor y la tiña circinata, que afectan la piel. Algunas otras enfermedades también pueden surgir debido a una infección del hongo, es la fungemia relacionada con el catéter y la neumonía en pacientes que reciben trasplantes de células hematopoyéticas.

## Características y cultivo

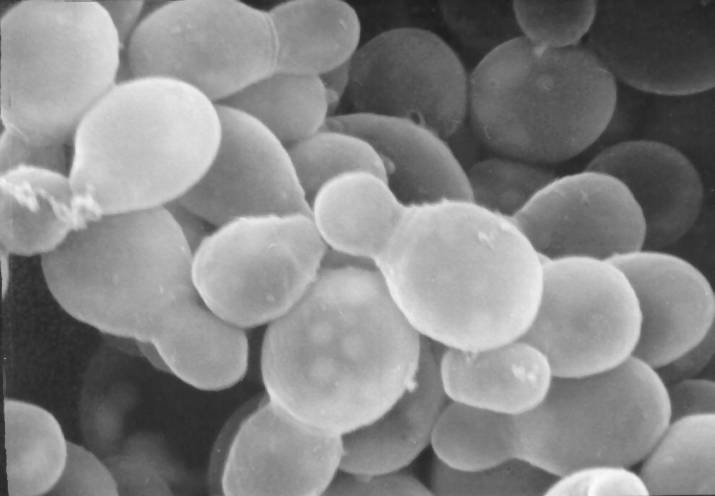
Colonias de Malassezia furfur.

Malassezia furfur es un hongo dimórfico que presenta dos estados en su ciclo de vida, un estado de levadura y otro filamentoso. Varía en tamaño entre 1.5–4.5 × 2.0–6.5 micrómetros. Sus células tienen una forma de botella debido a una pequeña protuberancia visible al final de cada célula.
Las colonias de Malassezia furfur crecen rápidamente y maduran en 5 días a temperaturas de entre 30 °C y 37 °C. El crecimiento es débil al incubarse a 25 °C. Las colonias son abultadas y lisas inicialmente, y se tornan secas y arrugadas con el tiempo. El color de las colonias de Malassezia furfur es amarillo-marrón, mientras que las de Malassezia pachydermatis son color crema, y se tornan amarillas con el tiempo.

## Tratamiento
La aplicación tópica de medicamentos antimicóticos como los antimicóticos azólicos, ciclopirox olamina, piroctona-olamina, zinc piritiona o compuestos de azufre se prescriben comúnmente para tratar enfermedades causadas por Malassezia furfur.